# Phrynobatrachus asper
Phrynobatrachus asper é uma espécie de anfíbio da família Petropedetidae.
É endémica de República Democrática do Congo.
Os seus habitats naturais são: regiões subtropicais ou tropicais húmidas de alta altitude e pântanos.